# Atogepant
Atogepant es un medicamento indicado en la prevención de los episodios de migraña. Es un antagonista del receptor del péptido relacionado con el gen de la calcitonina. Se administra por vía oral.

## Indicaciones
El medicamento se considera una opción terapéutica válida para aquellos pacientes que presentan al menos cuatro episodios de migraña al mes, sobre todo si han utilizado previamente otros medicamentos preventivos sin resultados favorables.

## Efectos secundarios
Los efectos secundarios observados con más frecuencia son: náuseas, estreñimiento, sensación de cansancio, somnolencia, disminución del apetito y pérdida de peso. Con menos frecuencia puede aparecer aumento de los niveles de las enzimas hepáticas.